# Узруївський ліс (пам'ятка природи)
Узру́ївський ліс — ботанічна пам'ятка природи місцевого значення в Україні. Розташований у межах Новгород-Сіверського району Чернігівської області, на південний захід від села Узруй (біля села Клевин). 
Площа 14 га. Статус присвоєно згідно з рішенням Чернігівського облвиконкому від 10.06.1972 року № 303; рішення від 27.12.1984 року № 454; рішення від 28.08.1989 року № 164. Перебуває у віданні ДП «Новгород-Сіверське лісове господарство» (Узруївське лісництво, кв. 42, вид. 23-25). 
Статус присвоєно для збереження частини лісового масиву з цінними насадженнями сосни.